# Temporada 1958-59 de los Syracuse Nationals

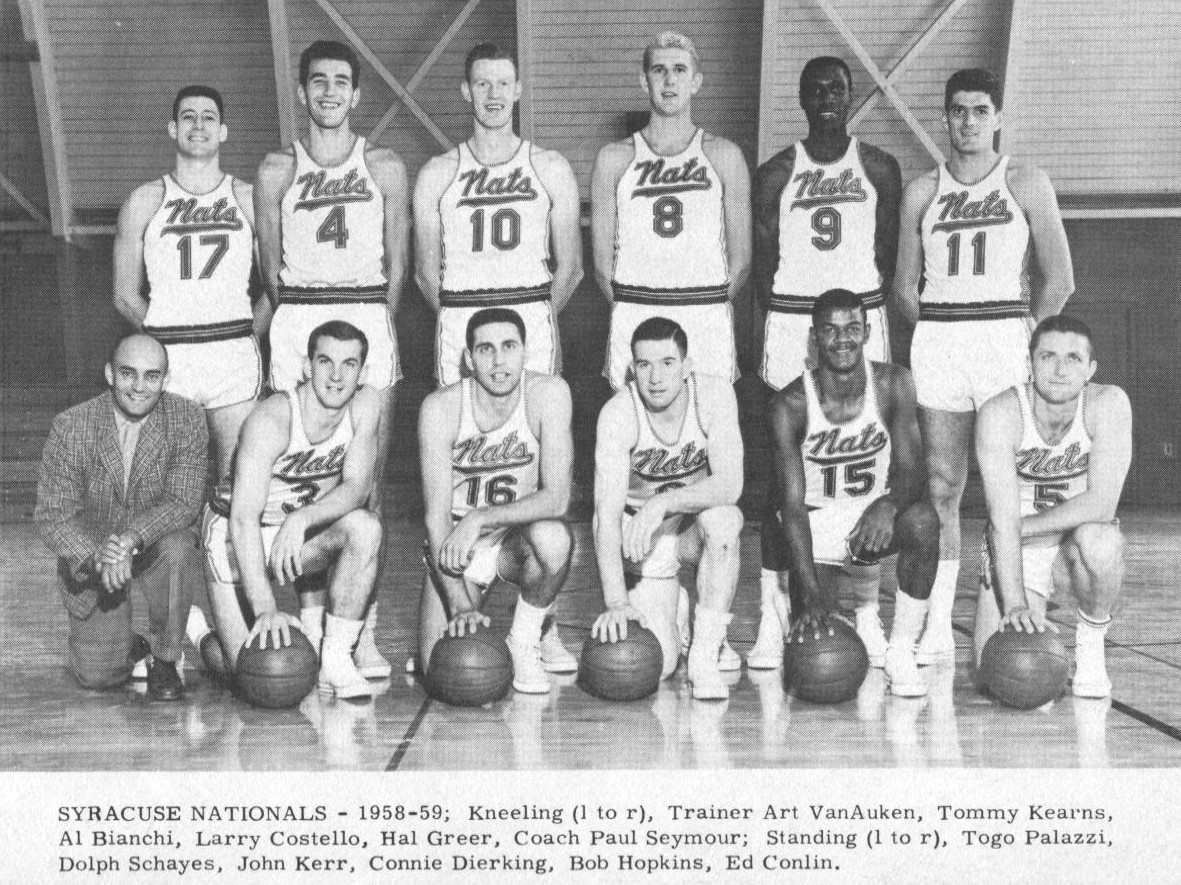
El equipo de los Nats, esa temporada.

La temporada 1958-59 fue la décima de los Syracuse Nationals en la NBA. La temporada regular acabó con 35 victorias y 37 derrotas, ocupando el tercer puesto de la división Este, clasificándose para los playoffs en los que cayeron en las finales de división ante los Boston Celtics.

## Elecciones en elDraft
| Ronda | Puesto | Jugador         | Posición  | Nacionalidad   | Universidad    |
| ----- | ------ | --------------- | --------- | -------------- | -------------- |
| 1     | 5      | Connie Dierking | Ala-Pívot | Estados Unidos | Cincinnati     |
| 2     | 13     | Hal Greer       | Base      | Estados Unidos | Marshall       |
| 4     | 29     | Tommy Kearns    | Base      | Estados Unidos | North Carolina |

## Temporada regular
| División Este         | División Este | División Este | División Este | División Este | División Este | División Este | División Este | División Este |
| Equipo                | G             | P             | %             | PD            | Casa          | Fuera         | Neutral       | Div           |
| --------------------- | ------------- | ------------- | ------------- | ------------- | ------------- | ------------- | ------------- | ------------- |
| x-Boston Celtics      | 52            | 20            | .722          | –             | 26–4          | 13–15         | 13–1          | 23–13         |
| x-New York Knicks     | 40            | 32            | .556          | 12            | 21–9          | 15–15         | 4–8           | 19–17         |
| x-Syracuse Nationals  | 35            | 37            | .486          | 17            | 17–9          | 7–24          | 8–7           | 14–22         |
| Philadelphia Warriors | 32            | 40            | .444          | 20            | 17–9          | 7–24          | 8–7           | 14–22         |

## Playoffs

### Semifinales de División
New York Knicks vs. Syracuse Nationals
| Fecha       | Partido                                     | Ciudad     |
| ----------- | ------------------------------------------- | ---------- |
| 13 de marzo | New York Knicks 123, Syracuse Nationals 129 | Nueva York |
| 15 de marzo | Syracuse Nationals 131, New York Knicks 115 | Syracuse   |
|             | Syracuse gana las series 2-0                |            |

### Finales de División
Boston Celtics vs. Syracuse Nationals
| Fecha       | Partido                                    | Ciudad   |
| ----------- | ------------------------------------------ | -------- |
| 18 de marzo | Boston Celtics 131, Syracuse Nationals 109 | Boston   |
| 21 de marzo | Syracuse Nationals 120, Boston Celtics 118 | Syracuse |
| 22 de marzo | Boston Celtics 133, Syracuse Nationals 111 | Boston   |
| 25 de marzo | Syracuse Nationals 119, Boston Celtics 107 | Syracuse |
| 28 de marzo | Boston Celtics 129, Syracuse Nationals 108 | Boston   |
| 29 de marzo | Syracuse Nationals 133, Boston Celtics 121 | Syracuse |
| 1 de abril  | Boston Celtics 130, Syracuse Nationals 125 | Boston   |
|             | Boston gana las series 4-3                 |          |

## Estadísticas
| Rk | Jugador         | Edad | P  | PT | MP   | TC  | TCI  | %TC   | 3P | 3PI | %3P | TL  | TLI | %TL  | RO | RD | RT   | AS  | RB | TAP | BP | FP  | PTS  |
| 1  | Dolph Schayes   | 30   | 72 |    | 36.7 | 7.0 | 18.1 | .387  |    |     |     | 7.3 | 8.5 | .864 |    |    | 13.4 | 2.5 |    |     |    | 3.9 | 21.3 |
| 2  | Red Kerr        | 26   | 72 |    | 37.1 | 7.0 | 15.8 | .441  |    |     |     | 3.9 | 5.1 | .766 |    |    | 14.0 | 2.0 |    |     |    | 2.5 | 17.8 |
| 3  | George Yardley  | 30   | 15 |    | 28.0 | 6.4 | 13.3 | .482  |    |     |     | 3.9 | 6.1 | .648 |    |    | 6.9  | 1.7 |    |     |    | 2.5 | 16.7 |
| 4  | Larry Costello  | 27   | 70 |    | 39.3 | 5.9 | 13.5 | .437  |    |     |     | 4.0 | 5.0 | .802 |    |    | 5.2  | 5.4 |    |     |    | 3.8 | 15.8 |
| 5  | Ed Conlin       | 25   | 57 |    | 28.1 | 4.6 | 12.6 | .365  |    |     |     | 2.7 | 3.7 | .739 |    |    | 5.3  | 2.0 |    |     |    | 2.7 | 11.9 |
| 6  | Hal Greer       | 22   | 68 |    | 23.9 | 4.5 | 10.0 | .454  |    |     |     | 2.0 | 2.6 | .778 |    |    | 2.9  | 1.5 |    |     |    | 2.8 | 11.1 |
| 7  | Bob Hopkins     | 24   | 67 |    | 22.7 | 3.7 | 9.1  | .403  |    |     |     | 2.6 | 3.5 | .752 |    |    | 6.5  | 1.0 |    |     |    | 2.7 | 10.0 |
| 8  | Al Bianchi      | 26   | 72 |    | 24.7 | 4.0 | 10.5 | .377  |    |     |     | 2.1 | 2.9 | .723 |    |    | 2.8  | 2.2 |    |     |    | 3.6 | 10.0 |
| 9  | Togo Palazzi    | 26   | 71 |    | 14.8 | 3.4 | 8.6  | .392  |    |     |     | 1.6 | 2.2 | .728 |    |    | 3.7  | 0.9 |    |     |    | 2.5 | 8.4  |
| 10 | George Dempsey  | 29   | 34 |    | 12.1 | 1.6 | 4.1  | .400  |    |     |     | 1.7 | 2.1 | .795 |    |    | 2.9  | 1.1 |    |     |    | 1.9 | 5.0  |
| 11 | Connie Dierking | 22   | 64 |    | 11.3 | 1.6 | 4.5  | .362  |    |     |     | 1.3 | 2.2 | .593 |    |    | 3.6  | 0.5 |    |     |    | 2.3 | 4.6  |
| 12 | Paul Seymour    | 31   | 21 |    | 12.7 | 1.5 | 4.7  | .327  |    |     |     | 1.2 | 1.4 | .897 |    |    | 1.9  | 1.7 |    |     |    | 1.2 | 4.3  |
| 13 | Tommy Kearns    | 22   | 1  |    | 7.0  | 1.0 | 1.0  | 1.000 |    |     |     | 0.0 | 0.0 |      |    |    | 0.0  | 0.0 |    |     |    | 1.0 | 2.0  |

## Galardones y récords
| Jugador       | Galardón                    |
| Dolph Schayes | 2º Mejor quinteto de la NBA |